# 한국세포주연구재단
한국세포주연구재단은 국가적으로 필요로하는 각종 세포주의 개발, 연구, 수집, 보전 및 공급, 세포주 자원에 관련된 정보의 수집 보존 빛 공급, 세포주에 관련된 각종교육, 연수 및 학술회의 실시를 목적으로 1991년 12월 18일 설립허가된 대한민국 과학기술정보통신부 소관의 재단법인이다. 사무실은 서울특별시 종로구 연건동 28, 서울대학교 암연구소내에 있다.